# Kazuo Oga
Kazuo Oga (男鹿 和雄?, Oga Kazuo; Prefettura di Akita, 29 febbraio 1952) è un disegnatore, scenografo e regista giapponese.
Principalmente il suo lavoro si svolge all'interno dello Studio Ghibli di Hayao Miyazaki e Isao Takahata, ma citando altri suoi importanti lavori è giusto ricordare quelli per lo studio d'animazione Madhouse.

## Filmografia

### Regia
- Taneyamagahara no yoru (2006)

### Scenografo
- Unico il piccolo unicorno (1981)
- Hadashi no Gen (1983)
- Toki no tabibito (1986)
- Wicked City - La città delle bestie (1987)
- Il mio vicino Totoro (1988)
- Pom Poko (1994)
- Princess Mononoke (1997)

### Disegnatore fondali
- SF Shinseiki Lensman (1984)
- Hadashi no Gen 2 (1986)
- Kiki - Consegne a domicilio (1989)
- Lamù - Sei sempre il mio tesoruccio (1991)
- On Your Mark (1995)
- Mimi wo sumaseba (1995)
- Kenshin - Samurai vagabondo: The Movie (1997)
- Giuseppe - Il re dei sogni (2000)
- Il castello errante di Howl (2004)
- La ragazza che saltava nel tempo (2006)
- Ponyo sulla scogliera (2008)